# 井上青龍
井上 青龍（いのうえ せいりゅう、1931年 - 1988年8月18日）は、日本の写真家。高知県土佐市生まれ。

## 生涯
1951年より岩宮武二に師事。大阪・釜ヶ崎地域の写真を撮り続け、1961年に『人間百景—釜ヶ崎』で第5回日本写真批評家協会新人賞、カメラ芸術新人賞を受賞する。
1976年に大阪芸術大学芸術学部写真学科講師となり、1977年に同大学助教授、1987年に同大学教授となった。
1988年、徳之島での撮影中に波にさらわれて事故死した。享年57。

## 関連書籍
- 写真家 井上青龍の時代（太田順一著、2013年、ブレーンセンター）ISBN 4833905477

| スタブアイコン | サブスタブ | この項目は、まだ閲覧者の調べものの参照としては役立たない、人物に関連した書きかけの項目です。この項目を加筆・訂正などしてくださる協力者を求めています（P:人物伝/PJ:人物伝）。 |